# Synelix rossica
Synelix rossica är en stekelart som först beskrevs av Telenga 1935.  Synelix rossica ingår i släktet Synelix och familjen bracksteklar. Inga underarter finns listade i Catalogue of Life.